# Anabela Carlón Flores
María Anabela Carlón Flores (5 de agosto de 1976, Loma de Bácum, Sonora) abogada de origen Yaqui,  líder comunitaria, defensora indígena y activista de la conservación biocultural sonorense. También se le conoce como Jeka Ania que significa mujer de voz chiquita en yaqui.
Actualmente, se dedica a resaltar la importancia de las comunidades indígenas, luchando por sus derechos, territorios y la preservación de sus costumbres y tradiciones.

## Trayectoria
Se identifica como parte de la comunidad yaqui localizada en Sonora, México. 
Estudió la licenciatura de derecho en la Universidad de Sonora de 1994 al 2000. Se especializa en temas relacionados con los derechos de las comunidades indígenas como resultado de la discriminación que sufrió mientras estudiaba por pertenecer a una comunidad indígena.
Se preparó estudiando el idioma inglés y realizó estudios de Ciencias Políticas en el Pima Community College de Tucson, Arizona (2000-2002) y fue becaria de la Oficina del Alto Comisionado de las Naciones Unidas para los Derechos Humanos en Ginebra, Suiza, en el año 2005.
Su especialización en contra de la discriminación de los pueblos indígenas le permitió en 2004 colaborar en la formación del Diccionario yaqui-español y textos. Obra de preservación lingüística con Zarina Estrada Fernández, Crescencio Buitimea Valenzuela, Adriana Elizabeth Gurrola Camacho y María Elena Castillo Celaya.
Ocupó el puesto de Directora del programa de apoyo académico a estudiantes indígenas en la Universidad de Sonora de septiembre de 2006 a diciembre de 2007. Desde 2013 es Directora del programa de Protección del Patrimonio Natural y Cultural del Territorio yaqui Jamut boo'o A.C. 
Desde 2023, junto con un grupo de mujeres, monitorea aves migratorias en Bahía de Lobos.
Forma parte del Consejo de la Clínica Jurídica sobre los Derechos Indígenas de la UNAM. 

### ONU
En 2010, por su trayectoria fue escogida para representar a los estudiantes indígenas de la Universidad de Sonora durante la inauguración de la unidad de apoyo académico para estudiantes indígenas. Después de competir con 236 personas indígenas de todo el mundo logró ser seleccionada como becaria de la Oficina del Alto Comisionado de las Naciones Unidas para los Derechos Humanos en Ginebra, Suiza. A raíz de su estancia en Ginebra se convirtió en la voz de la ONU en Sonora. A su regreso inició un taller de derechos indígenas con el propósito de defender los derechos indígenas yaquis.

## Activismo
Anabela Carlón forma parte activa y fundamental del colectivo La Marabunta Filmadora desde la planeación en 2010 aunque su creación formal se llevó a cabo en 2015. La Marabunta tiene el propósito de crear una red de comunidades indígenas en defensa de los territorios, la cultura, los derechos y la naturaleza en la zona norte del país. Catalizan  procesos comunitarios a través de la colaboración con colectivos de pueblos originarios, académicos, activistas, periodistas y cualquiera que busque un cambio positivo desde la perspectiva local.
En 2016, Anabela mostró resistencia frente a la transnacional IEnova que intentó construir un gasoducto en su comunidad sin el conocimiento de la comunidad yaqui. Construcción que continuó a pesar de que la comunidad de Loma de Bácum presentó un amparo para suspender el tramo de Guaymas-El Oro, mismo que fue aprobado por las autoridades locales. Como resultado del conflicto, la comunidad Yaqui se dividió en opiniones y Anabela Carlón Flores fue secuestrada junto con su pareja el 13 de diciembre de 2016. Gracias a la presión mediática local Anabela fue arrojada en un canal y de este modo fue puesta en libertad.
La activista denunció el 14 de julio de 2021 la desaparición de 10 integrantes de la comunidad Yaqui defensores de su comunidad en resistencia pacífica. Actualmente lidera la búsqueda de los miembros de la comunidad hasta encontrarlos.
¡Pues cuando una mujer indígena gana, logra, rompe estereotipos, alcanza éxitos, es para todas! Se abre el camino para muchas cuando avanzan en solidaridad. No sucede igual fuera de nuestra comunidad y condición indígena. 
Anabela Carlón 
Como activista promueve los derechos humanos y la esencia de la etnia Yaqui alrededor del mundo, entre los países que ha visitado se encuentran: Canadá, Guatemala, Panamá, Ecuador, Bolivia, Paraguay, Uruguay, Suiza, Francia, Italia, Suecia, Irlanda y Reino Unido.
Actualmente trabaja en Indigenous People Rights Internacional (IPRI), organización a nivel mundial que se dedica a proteger a los defensores de los derechos de los pueblos indígenas, así como para unir y amplificar el llamado a la justicia y el respeto por ellos.